# Меандри на река Рибна
Меандри на река Рибна е защитена местност в България. Намира се в землището на село Кръстава, област Пазарджик.
Защитената местност е с площ 24,5 ha. Обявена е на 14 ноември 1995 г. с цел опазване на естествения ландшафт и уникалните местообитания в местността Кара тепе.
В защитената местност се забраняват:
- строителство, разкриване на кариери, изземване на инертни материали, корекция на речните корита, както и други дейности, променящи естествения облик на местността или водния є режим;
- извеждане на реконструкционни сечи и залесяване с неприсъщи дървесни видове;
- увреждане, изкореняване и унищожаване на естествената растителност, бране на цветя за букети, събиране на билки;
- пашата на кози;
- замърсяване с битови, промишлени и строителни отпадъци.[1]